# 王新楨
王新楨，河南省陳州府太康縣人，清朝政治人物。
同治十二年（1873年）拔貢。光緒五年（1879年），鄉試中舉；光緒十二年，登進士，同年五月，改翰林院庶吉士。光緒十五年，任工部主事。。光緒十八年，任陝西雒南縣知縣。光緒二十八年，署澄城縣知縣。光緒三十年，任陝西洵陽縣知縣；同年改陝西吳堡縣知縣。宣統元年，署甘肅提學使試用道。